# 張次宗
張次宗（?—?），唐朝蒲州猗氏人，出自河东三相张氏。张嘉贞曾孙，張延賞之孙，张弘靖之子。
張次宗有文学之才，稽古履行。开成初年，为起居舍人。唐文宗恢复旧制，每入阁，左右史执笔站在螭头石阶之下，宰相奏事，得以备录。宰相既退，皇帝召左右史再对正记录所奏是否准确，开成政事，详于史官，張次宗尤称称职。文宗命集贤院脩撰《毛诗草木虫鱼图》二十卷，并绘图象，大学士杨嗣复、学士张次宗奏上。改礼部员外郎，兼集贤院直学士。以兄长张文规被韦温弹劾不准入省职而出为外官，張次宗坚辞省职，改为国子博士兼史馆修撰。开成石经，郑覃表奏起居郎周墀、水部员外郎崔球、监察御史张次宗、礼部员外郎孔温业等，校定《九经》文字上石。李固言想要推荐周敬复、崔球、张次宗担任谏议大夫。郑覃说，崔球与李宗闵交好，不可用朋党。李德裕为宰相，引張次宗为考功员外郎，知制诰。出任澧州刺史、明州刺史、舒州刺史，去世。《张次宗集》有六卷，其子张曼容；张彥回，字幾之。孙张茂枢，字休府，及进士第。天祐年间，官至祠部郎中，知制诰。因柳璨贬为博昌尉。